# European Union Training Mission
L'European Union Training Mission (EUTM) è la denominazione delle missioni militari sotto l'egida dell'Unione europea, con lo specifico compito di contribuire all'addestramento e alla qualificazione delle forze militari e di sicurezza di determinati Paesi.

## Storia

### EUTM Somalia
Nel gennaio 2010 il Consiglio Europeo ha approvato l'invio di una missione militare per contribuire all'addestramento delle Forze di sicurezza della Somalia, denominata European Union Training Mission to contribute to the training of Somali security forces. Il quartier generale della missione si trovava a Kampala in Uganda fino a marzo 2013 poi, dal mese di aprile 2013, è stato trasferito a Mogadiscio in Somalia presso l'aeroporto internazionale (MIA). Il contributo nazionale attuale, è fissato dalla Legge 131/2016, che autorizza per tutto l'anno 2017, un volume massimo di 423 militari e 18 mezzi terrestri, impiegati in vari ambiti, da quello principale dell'addestramento delle Forze Armate somale alla sicurezza dei movimenti e del contingente, dal supporto logistico e amministrativo a quello di staff del Comandante. 
Dal 16 febbraio 2014 la posizione di Mission Commander è affidata all'Italia.
Dal 1º luglio 2017 il Comandante della missione è stato il Generale di brigata Pietro Addis. La missione è stata prorogata fino al 31 dicembre 2022, sotto il comando del generale di brigata Roberto Viglietta.

### EUTM Mali
Dopo la risoluzione ONU 2056 per l'intervento in Mali del luglio 2012, l'UE ha approvato l'EUTM Mali, per supportare l'addestramento e la riorganizzazione delle forze armate maliane. La direzione militare è stata assegnata alla Francia, sotto il comando del brigadier generale François Lecointre
.
Nell'aprile 2013 è iniziata la missione addestrativa per i militari del Mali, presenti 19 militari italiani.
Il quinto mandato per l'EUTM Mali è stato istituito nel maggio 2020. Al 2022 aveva addestrato 15 mila militari maliani. Era composta da circa 1077 soldati, provenienti da 25 Paesi europei, 22 membri dell’Ue e 3 Stati non membri, che hanno lasciato il paese nel maggio 2023.

### EUTM-RCA
La missione, istituita nel 2016, contribuisce a riformare il settore della difesa della Repubblica Centrafricana nel quadro di una più ampia riforma del settore della sicurezza, in stretto coordinamento con altre missioni di sostegno internazionale La missione sostiene le autorità centrafricane ed è impegnata in tre settori: consulenza strategica, formazione operativa e istruzione. Il 28 luglio 2022 il Consiglio ha prorogato di un anno il mandato dell'EUTM RCA, fino al 20 settembre 2023.

### EUTM Mozambico
L'Unione europea ha istituito nel 2022 una missione di addestramento militare in Mozambico (EUTM Mozambico). La Missione fornirà addestramento e supporto alle forze armate del Mozambico per proteggere la popolazione civile e ripristinare la sicurezza nella provincia di Cabo Delgado. La missione ha un mandato non esecutivo e si concluderà due anni dopo che la missione avrà raggiunto la piena capacità operativa. Al comando il commodoro portoghese Rogério Martins de Brito.